# Danh sách huy chương Đại hội Thể thao châu Âu 2015
Đại hội Thể thao châu Âu 2015 được tổ chức tại Baku, Azerbaijan, từ ngày 12 tháng 6 đến ngày 28 tháng 6 năm 2015. Khoảng 5.898 vận động viên tham gia 253 nội dung thi đấu trong 20 môn thể thao.

## Bắn cung
| Nội dung     | Vàng                                                           | Bạc                                                                        | Đồng                                                                  |
| ------------ | -------------------------------------------------------------- | -------------------------------------------------------------------------- | --------------------------------------------------------------------- |
| Tự do nam    | Miguel Alvariño (ESP)                                          | Sjef van den Berg (NED)                                                    | Anton Prilepov (BLR)                                                  |
| Đồng đội nam | Ukraina · Heorhiy Ivanytskyy · Markiyan Ivashko · Viktor Ruban | Tây Ban Nha · Miguel Alvariño · Juan Ignacio Rodríguez · Antonio Fernández | Hà Lan · Rick van der Ven · Sjef van den Berg · Mitch Dielemans       |
| Tự do nữ     | Karina Winter (GER)                                            | Maja Jager (DEN)                                                           | Alicia Marín (ESP)                                                    |
| Đồng đội nữ  | Ý · Natalia Valeeva · Guendalina Sartori · Elena Tonetta       | Belarus · Hanna Marusava · Ekaterina Timofeyeva · Alena Tolkach            | Ukraina · Lidiia Sichenikova · Veronika Marchenko · Anastasia Pavlova |
| Đôi nam nữ   | Ý · Natalia Valeeva · Mauro Nespoli                            | Gruzia · Khatuna Narimanidze · Lasha Pkhakadze                             | Ukraina · Lidiia Sichenikova · Heorhiy Ivanytskyy                     |

## Điền kinh
| Nội dung      | Vàng | Bạc | Đồng |
| ------------- | --- | --- | --- |
| Chạy tiếp sức | Slovakia (SVK) · Katarína Belová · Tomáš Benko · Katarína Berešová · Alexandra Bezeková · Andrej Bician · Jakub Bottlík · Matúš Bubeník · Tomáš Celko · Denis Danáč · Paula Habovštiaková · Andrea Holleyová · Martina Hrašnová · Anna Hrvolová · Alexander Jablokov · Zuzana Karaffová · Martin Koch · Lenka Kršáková · Martin Kučera · Veronika Lašová · Marcel Lomnický · Ľubomíra Maníková · Jakub Matúš · Lucia Mokrašová · Matúš Olej · Dušan Páleník · Jozef Pelikán · Michaela Pešková · Lukáš Prevalinec · Iveta Putálová · Jozef Repčík · Silvia Šalgovičová · Marek Šefránek · Lucia Slaničková · Patrícia Slosárová · Alexandra Šťuková · Ivona Tomanová · Roman Turčáni · Jozef Urban · Dana Velďáková · Jana Velďáková · Tomáš Veszelka · Juraj Vitko · Ján Volko · Monika Weigertová · Adam Zavacký · Pavol Ženčár · Patrik Ženúch · Ján Zmoray | Áo (AUT) · Anita Baielr · Ekemini Bassey · Dominik Distelberger · Elisabeth Eberl · Michaela Egger · Nikolaus Franzmair · Markus Fuchs · Mario Gebhard · Benjamin Grill · Kira Grunberg · Christoph Haslauer · Stefanie Huber · Ina Huemer · Dominik Hufnagl · Thomas Kain · Matthias Kaserer · Julio Kellerer · Paul Kilbertus · Viola Kleiser · Josip Kopic · Anita Baielr · Sarah Lagger · Nina Luyer · Pamela Manzerdorfen · Gunther Matzinger · Gerhard Mayer · Verena Menapace · Elisabeth Niedereder · Valentin Pfeil · Verena Preiner · Brenton Rowe · Roman Schmied · Anita Baielr · Carina Schrempf · Beate Schrott · Julia Schwarzinger · Benajmin Siart · Julia Siart · Dominik Sedliaczek · Christian Smetana · Christian Steinhammer · Alexandra Toth · Andreas Vojta · Susanne Walli · Veronika Watzek · Thomas Weisshaindlinger · Jennifer Wenth · Eva-Maria Wimberger | Israel (ISR) · Haimro Alame · Tomer Almogy · Girmaw Amare · Maya Aviezer · Noa Barlia · Etamar Bhastekar · Amit Cohen · Hai Cohen · Aviv Dayan · Olga Dogadgo · Margaryta Dorozhon · Alan Ferber · Muket Fetene · Dikla Goldenthal · Amir Hamidulin · Omri Harush · Hanna Knyazyeva-Minenko · Dmitry Kroytor · Shanie Landen · Olga Lenskay · Itamar Levi · Danna Levin · Alexandra Lokshin · Dariya Lokshin · Anastasya Muchkayev · Noam Neeman · Imri Persiado · Margareta Pogorelov · Donald Sanford · Maor Seged · Maayan Furman-Shahaf · Itay Shamir · Azaunt Taka · Maor Tiyouri · Gilron Tsabkevich · Diana Vaisman · Kristina Vanyushev · Tom Yakubov · Evgenia Zabolotni · Victor Zagynayko · Efat Zelikovich |

## Cầu lông
| Nội dung   | Vàng                                        | Bạc                                            | Đồng                                                                               |
| ---------- | ------------------------------------------- | ---------------------------------------------- | ---------------------------------------------------------------------------------- |
| Đơn nam    | Pablo Abian (ESP)                           | Emil Holst (DEN)                               | Dieter Domke (GER) · Kestutis Navickas (LTU)                                       |
| Đôi nam    | Đan Mạch · Mathias Boe · Carsten Mogensen   | Nga · Ivan Sozonov · Vladimir Ivanov           | Đức · Andreas Heinz · Raphael Beck · Ireland · Sam Magee · Joshua Magee            |
| Đơn nữ     | Line Kjærsfeldt (DEN)                       | Lianne Tan (BEL)                               | Clara Azurmendi (ESP) · Petya Nedelcheva (BUL)                                     |
| Đôi nữ     | Bulgaria · Stefani Stoeva · Gabriela Stoeva | Nga · Ekaterina Bolotova · Evgeniya Kosetskaya | Thổ Nhĩ Kỳ · Ozge Bayrak · Neslihan Yigit · Đan Mạch · Lena Grebak · Maria Helsbol |
| Đôi nam nữ | Đan Mạch · Niclas Nøhr · Sara Thygesen      | Pháp · Audrey Fontaine · Gaetan Mittelheisser  | Ireland · Sam Magee · Chloe Magee · Đức · Kira Kattenbeck · Raphael Beck           |

## Bóng rổ (3x3)
| Nội dung | Vàng | Bạc         | Đồng        |
| -------- | ---- | ----------- | ----------- |
| Nam      | Nga  | Tây Ban Nha | Serbia      |
| Nữ       | Nga  | Ukraina     | Tây Ban Nha |

## Bóng đá bãi biển
| Nội dung | Vàng | Bạc | Đồng       |
| -------- | ---- | --- | ---------- |
| Nam      | Nga  | Ý   | Bồ Đào Nha |

## Quyền anh

### Nam
| Nội dung | Vàng                               | Bạc                          | Đồng                               |
| -------- | ---------------------------------- | ---------------------------- | ---------------------------------- |
| 49 kg    | Bator Sagaluev · Nga               | Brendan Irvine · Ireland     | Muhammed Unlu · Thổ Nhĩ Kỳ         |
| 49 kg    | Bator Sagaluev · Nga               | Brendan Irvine · Ireland     | Dmytro Zamotayev · Ukraina         |
| 52 kg    | Elvin Mamishzada · Azerbaijan      | Vincenzo Picardi · Ý         | Hamza Touba · Đức                  |
| 52 kg    | Elvin Mamishzada · Azerbaijan      | Vincenzo Picardi · Ý         | Viliam Tanko · Slovakia            |
| 56 kg    | Bakhtovar Nazirov · Nga            | Dzmitry Asanau · Belarus     | Tayfur Aliyev · Azerbaijan         |
| 56 kg    | Bakhtovar Nazirov · Nga            | Dzmitry Asanau · Belarus     | Qair Ashfaq · Anh Quốc             |
| 60 kg    | Albert Selimov · Azerbaijan        | Sofiane Oumiha · Pháp        | Sean McComb · Ireland              |
| 60 kg    | Albert Selimov · Azerbaijan        | Sofiane Oumiha · Pháp        | Mateusz Polski · Ba Lan            |
| 64 kg    | Collazo Sotomayor · Azerbaijan     | Vincenzo Mangiacapre · Ý     | Viktor Petrov · Ukraina            |
| 64 kg    | Collazo Sotomayor · Azerbaijan     | Vincenzo Mangiacapre · Ý     | Kastriot Sopa · Đức                |
| 69 kg    | Parviz Baghirov · Azerbaijan       | Alexander Besputin · Nga     | Josh Kelly · Anh Quốc              |
| 69 kg    | Parviz Baghirov · Azerbaijan       | Alexander Besputin · Nga     | Yaroslav Samofalov · Ukraina       |
| 75 kg    | Michael O'Reilly · Ireland         | Xaybula Musalov · Azerbaijan | Maxim Koptyakov · Nga              |
| 75 kg    | Michael O'Reilly · Ireland         | Xaybula Musalov · Azerbaijan | Zoltan Harcsa · Hungary            |
| 81 kg    | Teymur Mammadov · Azerbaijan       | Valentino Manfredonia · Ý    | Pavel Silyagin · Nga               |
| 81 kg    | Teymur Mammadov · Azerbaijan       | Valentino Manfredonia · Ý    | Oleksandr Khyshniak · Ukraina      |
| 91 kg    | Abdulkadir Abdullayev · Azerbaijan | Gevorg Manukian · Ukraina    | Sadam Magomedov · Nga              |
| 91 kg    | Abdulkadir Abdullayev · Azerbaijan | Gevorg Manukian · Ukraina    | Josip Bepo Filipi · Croatia        |
| +91 kg   | Joseph Joyce · Anh Quốc            | Gasan Gimbatov · Nga         | Tony Yoka · Pháp                   |
| +91 kg   | Joseph Joyce · Anh Quốc            | Gasan Gimbatov · Nga         | Mahammadrasul Majidov · Azerbaijan |

### Nữ
| Nội dung | Vàng                       | Bạc                           | Đồng                           |
| -------- | -------------------------- | ----------------------------- | ------------------------------ |
| 51 kg    | Nicola Adams · Anh Quốc    | Sandra Drabik · Ba Lan        | Elif Coşkun · Thổ Nhĩ Kỳ       |
| 51 kg    | Nicola Adams · Anh Quốc    | Sandra Drabik · Ba Lan        | Saiana Sagataeva · Nga         |
| 54 kg    | Elena Saveleva · Nga       | Marzia Davide · Ý             | Anna Alimardanova · Azerbaijan |
| 54 kg    | Elena Saveleva · Nga       | Marzia Davide · Ý             | Azize Nimani · Đức             |
| 60 kg    | Katie Taylor · Ireland     | Estelle Mossely · Pháp        | Yana Aleskeevna · Nga          |
| 60 kg    | Katie Taylor · Ireland     | Estelle Mossely · Pháp        | Tasheena Bugar · Đức           |
| 64 kg    | Anastasiia Beliakova · Nga | Valentina Alberti · Ý         | Sandy Ryan · Anh Quốc          |
| 64 kg    | Anastasiia Beliakova · Nga | Valentina Alberti · Ý         | Aneta Rygielska · Ba Lan       |
| 75 kg    | Nouchka Fontijn · Hà Lan   | Anna Laurell Nash · Thụy Điển | Sarah Scheurich · Đức          |
| 75 kg    | Nouchka Fontijn · Hà Lan   | Anna Laurell Nash · Thụy Điển | Lidia Fidura · Ba Lan          |

## Đua thuyền

### Nam
| Nội dung      | Vàng                                                                   | Bạc                                                                           | Đồng                                                                             |
| ------------- | ---------------------------------------------------------------------- | ----------------------------------------------------------------------------- | -------------------------------------------------------------------------------- |
| C-1 200m nam  | Henrikas Žustautas · Litva                                             | Valentin Demyanenko · Azerbaijan                                              | Martin Fuksa · Cộng hòa Séc                                                      |
| C-1 1000m nam | Sebastian Brendel · Đức                                                | Martin Fuksa · Cộng hòa Séc                                                   | Attila Vajda · Hungary                                                           |
| C-2 1000m nam | Andrei Bahdanovich · Aliaksandr Bahdanovich · Belarus                  | Alexey Korovashkov · Ilya Pervukhin · Nga                                     | Peter Kretschmer · Michael Mueller · Đức                                         |
| K-1 200m nam  | Miklós Dudás · Hungary                                                 | Petter Menning · Thụy Điển                                                    | Ed McKeever · Anh Quốc                                                           |
| K-1 1000m nam | Max Hoff · Đức                                                         | Fernando Pimenta · Bồ Đào Nha                                                 | Rene Holten Poulsen · Đan Mạch                                                   |
| K-1 5000m nam | Max Hoff · Đức                                                         | Fernando Pimenta · Bồ Đào Nha                                                 | Cyrille Carre · Pháp                                                             |
| K-2 200m nam  | Nebojša Grujić · Marko Novaković · Serbia                              | Ronald Rauhe · Tom Liebscher · Đức                                            | Sandor Totka · Péter Molnár · Hungary                                            |
| K-2 1000m nam | Zoltan Kammerer · Tamas Szalai · Hungary                               | Max Rendschmidt · Marcus Gross · Đức                                          | Vitaliy Bialko · Raman Piatrushenka · Belarus                                    |
| K-4 1000m nam | Zoltan Kammerer · Dávid Tóth · Tamás Kulifai · Dániel Pauman · Hungary | Alexandr Sergeev · Vasily Pogreban · Anton Ryakhov · Vladislav Blintcov · Nga | Pavel Miadzvedzeu · Aleh Yurenia · Vitaliy Bialko · Raman Piatrushenka · Belarus |

### Nữ
| Event        | Vàng                                                                 | Bạc                                                                 | Đồng                                                                                           |
| ------------ | -------------------------------------------------------------------- | ------------------------------------------------------------------- | ---------------------------------------------------------------------------------------------- |
| K-1 200m nữ  | Marta Walczykiewicz · Ba Lan                                         | Natalia Podolskaya · Nga                                            | Danuta Kozák · Hungary                                                                         |
| K-1 500m nữ  | Danuta Kozák · Hungary                                               | Yvonne Schuring · Áo                                                | Ewelina Wojnarowska · Ba Lan                                                                   |
| K-1 5000m nữ | Maryna Litvinchuk · Belarus                                          | Lani Belcher · Anh Quốc                                             | Renáta Csay · Hungary                                                                          |
| K-2 200m nữ  | Marharyta Makhneva · Maryna Litvinchuk · Belarus                     | Nikolina Moldovan · Olivera Moldovan · Serbia                       | Mariya Povkh · Anastasiia Todorova · Ukraina                                                   |
| K-2 500m nữ  | Milica Starović · Dalma Ružičić-Benedek · Serbia                     | Roxana Borha · Elena Meroniac · România                             | Anna Kárász · Ninetta Vad · Hungary                                                            |
| K4-500m nữ   | Gabriella Szabo · Anna Karasz · Danuta Kozak · Ninetta Vad · Hungary | Franziska Weber · Verena Hantl · Conny Wassmuth · Tina Dietze · Đức | Karolina Naja · Ewelina Wojnarowska · Edyta Dzieniszewska-Kierkla · Beata Mikołajczyk · Ba Lan |

## Đua xe đạp

### Đường trường
| Event            | Vàng                    | Bạc                        | Đồng                       |
| ---------------- | ----------------------- | -------------------------- | -------------------------- |
| Đường trường nam | Luis León Sánchez (ESP) | Andriy Hryvko (UKR)        | Petr Vakoc (CZE)           |
| Đường trường nữ  | Alena Amialiusik (BLR)  | Katarzyna Niewiadoma (POL) | Anna van der Breggen (NED) |
| Tính giờ nam     | Vasil Kiryienka (BLR)   | Stef Clement (NED)         | Luis León Sánchez (ESP)    |
| Tính giờ nữ      | Ellen van Dijk (NED)    | Hanna Solovey (UKR)        | Annemiek van Vleuten (NED) |

### Đường núi
| Nội dung      | Vàng                | Bạc                      | Đồng                    |
| ------------- | ------------------- | ------------------------ | ----------------------- |
| Đường núi nam | Nino Schurter (SUI) | Lukas Flückiger (SUI)    | Fabian Giger (SUI)      |
| Đường núi nữ  | Jolanda Neff (SUI)  | Kathrin Stirnemann (SUI) | Maja Włoszczowska (POL) |

### Đua mạo hiểm
| Nội dung         | Vàng                     | Bạc                   | Đồng                  |
| ---------------- | ------------------------ | --------------------- | --------------------- |
| Đua mạo hiểm nam | Joris Daudet (FRA)       | Twan van Gendt (NED)  | David Graf (SUI)      |
| Đua mạo hiểm nữ  | Simone Christensen (DEN) | Magalie Pottier (FRA) | Aneta Hladikova (CZE) |

## Lặn

### Nam
| Nội dung        | Vàng                                   | Bạc                                   | Đồng                                |
| --------------- | -------------------------------------- | ------------------------------------- | ----------------------------------- |
| 1 m nam         | Nikita Shleikher (RUS)                 | Ilia Molchanov (RUS)                  | James Heatly (GBR)                  |
| 3 m nam         | James Heatly (GBR)                     | Ruslan Adriano Cristofori (ITA)       | Ilia Molchanov (RUS)                |
| 3 m hỗn hợp nam | Nga · Ilia Molchanov · Nikita Nikolaev | Anh Quốc · James Heatly · Ross Haslam | Đức · Frithjof Seidel · Nico Herzog |
| 10 m tự do nam  | Matty Lee (GBR)                        | Nikita Shleikher (RUS)                | Alexis Jandard (FRA)                |

### Nữ
| Nội dung       | Vàng                                                | Bạc                                         | Đồng                                              |
| -------------- | --------------------------------------------------- | ------------------------------------------- | ------------------------------------------------- |
| 1 m nữ         | Maria Polykova (RUS)                                | Louisa Stawczynski (GER)                    | Diana Shelestyuk (UKR)                            |
| 3 m nữ         | Katherine Torrance (GBR)                            | Ekaterina Nekrasova (RUS)                   | Saskia Oettinghaus (GER)                          |
| 3 m hỗn hợp nữ | Louisa Stawczynski (GER) · Saskia Oettinghaus (GER) | Maria Polykova (RUS) · Elena Chernykh (RUS) | Diana Shelestyuk (UKR) · Marharita Dzhusova (UKR) |
| 10 m tự do nữ  | Lois Toulson (GBR)                                  | Anna Chuinyshena (RUS)                      | Elena Wassen (GER)                                |

## Đấu kiếm

### Nam
| Kiếm 3 cạnh          | Ivan Trevejo · Pháp                                                             | Sergey Khodos · Nga                                                           | Daniel Jerent · Pháp · Bartosz Piasecki · Na Uy                               |  |  |  |
| Kiếm 3 cạnh đồng đội | Pháp · Yannick Borel · Ronan Gustin · Daniel Jerent · Ivan Trevejo              | Nga · Sergey Bida · Anton Glebko · Dmitriy Gusev · Sergey Khodos              | Ý · Gabriele Bino · Gabriele Cimini · Marco Fichera · Andrea Santarelli       |  |  |  |
|                      |                                                                                 |                                                                               |                                                                               |  |  |  |
| Kiếm chém            | Alessio Foconi · Ý                                                              | Timur Arslanov · Nga                                                          | Jean-Paul Tony-Hélissey · Pháp · Francesco Ingargiola · Ý                     |  |  |  |
| Kiếm chém đồng đội   | Anh Quốc · Richard Kruse · Marcus Mepstead · Benjamin Peggs · Alex Tofalides    | Ý · Alessio Foconi · Francesco Ingargiola · Lorenzo Nista · Damiano Rosatelli | Nga · Timur Arslanov · Aleksey Khovanskiy · Timur Safin · Dmitry Zherebchenko |  |  |  |
|                      |                                                                                 |                                                                               |                                                                               |  |  |  |
| Kiếm liễu            | Andriy Yagodka · Ukraina                                                        | Tiberiu Dolniceanu · România                                                  | Luigi Miracco · Ý · Alberto Pellegrini · Ý                                    |  |  |  |
| Kiếm liễu đồng đội   | Ý · Luigi Miracco · Massimiliano Murolo · Alberto Pellegrini · Giovanni Repetti | România · Alin Badea · Mădălin Bucur · Tiberiu Dolniceanu · Iulian Teodosiu   | Đức · Richard Hübers · Björn Hübner · Maximilian Kindler · Robin Schrödter    |  |  |  |

### Nữ
| Kiếm 3 cạnh          | Ana Maria Brânză · România                                                       | Yana Zvereva · Nga                                                          | Simona Gherman · România · Erika Kirpu · Estonia                            |  |  |  |
| Kiếm 3 cạnh đồng đội | România · Ana Maria Brânză · Simona Gherman · Simona Pop · Amalia Tătăran        | Estonia · Julia Beljajeva · Irina Embrich · Erika Kirpu · Katrina Lehis     | Ý · Camilla Batini · Brenda Briasco · Giulia Rizzi · Alberta Santuccio      |  |  |  |
|                      |                                                                                  |                                                                             |                                                                             |  |  |  |
| Kiếm chém            | Alice Volpi · Ý                                                                  | Yana Alborova · Nga                                                         | Adelina Zagidullina · Nga · Valentina Cipriani · Ý                          |  |  |  |
| Kiếm chém đồng đội   | Nga · Yana Alborova · Anastasia Ivanova · Diana Yakovlevna · Adelina Zagidullina | Pháp · Gaëlle Gebet · Julie Huin · Chloé Jubenot · Jéromine Mpah Njanga     | Ý · Chiara Cini · Valentina Cipriani · Carolina Erba · Alice Volpi          |  |  |  |
|                      |                                                                                  |                                                                             |                                                                             |  |  |  |
| Kiếm liễu            | Angelika Wątor · Ba Lan                                                          | Sevil Bunyatova · Azerbaijan                                                | Sevinc Bunyatova · Azerbaijan · Margaux Rifkiss · Pháp                      |  |  |  |
| Kiếm liễu đồng đội   | Ukraina · Olha Kharlan · Alina Komashchuk · Olena Kravatska · Olha Zhovnir       | Ý · Sofia Ciaraglia · Martina Criscio · Rebecca Gargano · Caterina Navarria | Nga · Viktoriya Kovaleva · Yana Obvintseva · Mariya Ridel · Tatiana Sukhova |  |  |  |

## Thể dục dụng cụ

### Nhào lộn

#### Vòng bảng đồng đội nữ
| Event     | Vàng                                                    | Bạc                                                         | Đồng                                                                   |
| --------- | ------------------------------------------------------- | ----------------------------------------------------------- | ---------------------------------------------------------------------- |
| Đồng đội  | Bỉ · Kaat Dumarey · Julie Van Gelder · Ineke Van Schoor | Nga · Valeriia Belkina · Yulia Nikitina · Zhanna Parkhometc | Belarus · Katsiaryna Barysevich · Veranika Nabokina · Karina Sandovich |
| Cân đối   | Bỉ · Kaat Dumarey · Julie Van Gelder · Ineke Van Schoor | Nga · Valeriia Belkina · Yulia Nikitina · Zhanna Parkhometc | Belarus · Katsiaryna Barysevich · Veranika Nabokina · Karina Sandovich |
| Năng động | Bỉ · Kaat Dumarey · Julie Van Gelder · Ineke Van Schoor | Nga · Valeriia Belkina · Yulia Nikitina · Zhanna Parkhometc | Belarus · Katsiaryna Barysevich · Veranika Nabokina · Karina Sandovich |

#### Hỗn hợp đôi nam nữ
| Nội dung  | Vàng                                    | Bạc                                    | Đồng                                     |
| --------- | --------------------------------------- | -------------------------------------- | ---------------------------------------- |
| Đồng đội  | Nga · Marina Chernova · Georgy Pataraya | Bỉ · Yana Vastavel · Solano Cassamajor | Anh Quốc · Hannah Baughn · Ryan Bartlett |
| Cân đối   | Nga · Marina Chernova · Georgy Pataraya | Bỉ · Yana Vastavel · Solano Cassamajor | Anh Quốc · Hannah Baughn · Ryan Bartlett |
| Năng động | Nga · Marina Chernova · Georgy Pataraya | Bỉ · Yana Vastavel · Solano Cassamajor | Anh Quốc · Hannah Baughn · Ryan Bartlett |

### Aerobic
| Nội dung     | Vàng                                                                               | Bạc                                                                                           | Đồng                                                                                         |
| ------------ | ---------------------------------------------------------------------------------- | --------------------------------------------------------------------------------------------- | -------------------------------------------------------------------------------------------- |
| Mixed pairs  | Tây Ban Nha · Sara Moreno · Vicente Lli                                            | Ý · Michela Castoldi · Davide Donati                                                          | Nga · Dukhik Dzhanazian · Denis Soloev                                                       |
| Mixed groups | Hungary · Panna Szollosi · Dora Lendvay · Dora Hegyi · Balazs Farkas · Daniel Bali | România · Lavinia Panaete · Bianca Gorgovan · Dacian Barna · Daniel Bocser · Lucian Savulescu | Tây Ban Nha · Belen Guillemot · Aranzazu Martínez · Sara Moreno · Vicente Lli · Pedro Moreno |

### Thể dục nghệ thuật

#### Nội dung nam
| Nội dung              | Vàng                                                         | Bạc                                                       | Đồng                                                      |
| --------------------- | ------------------------------------------------------------ | --------------------------------------------------------- | --------------------------------------------------------- |
| Team all-around       | Nga · David Belyavskiy · Nikita Ignatyev · Nikolai Kuksenkov | Ukraina · Ihor Radivilov · Oleh Vernyayev · Mykyta Yermak | Azerbaijan · Petro Pakhnyuk · Oleh Stepko · Eldar Safarov |
| Individual all-around | Oleh Vernyayev (UKR)                                         | Oleh Stepko (AZE)                                         | Nikita Ignatyev (RUS)                                     |
| Floor                 | Rayderley Zapata (ESP)                                       | Fabian Hambüchen (GER)                                    | David Belyavskiy (RUS)                                    |
| Pommel horse          | Sašo Bertoncelj (SLO)                                        | Oleh Stepko (AZE)                                         | Brinn Bevan (GBR)                                         |
| Rings                 | Eleftherios Petrounias (GRE)                                 | Nikita Ignatyev (RUS)                                     | İbrahim Çolak (TUR)                                       |
| Vault                 | Oleh Vernyayev (UKR)                                         | Casimir Schmidt (NED)                                     | Oleh Stepko (AZE)                                         |
| Parallel bars         | Oleh Stepko (AZE)                                            | David Belyavskiy (RUS)                                    | Marius Berbecar (ROU)                                     |
| Horizontal bar        | Fabian Hambüchen (GER)                                       | Vlasios Maras (GRE)                                       | Nikita Ignatyev (RUS)                                     |

#### Nội dung nữ
| Nội dung              | Vàng                                                      | Bạc                                                    | Đồng                                                 |
| --------------------- | --------------------------------------------------------- | ------------------------------------------------------ | ---------------------------------------------------- |
| Team all-around       | Nga · Aliya Mustafina · Viktoria Komova · Seda Tutkhalyan | Đức · Elisabeth Seitz · Sophie Scheder · Leah Griesser | Hà Lan · Céline van Gerner · Lieke Wevers · Lisa Top |
| Individual all-around | Aliya Mustafina (RUS)                                     | Giulia Steingruber (SUI)                               | Lieke Wevers (NED)                                   |
| Vault                 | Giulia Steingruber (SUI)                                  | Seda Tutkhalyan (RUS)                                  | Lisa Top (NED)                                       |
| Uneven bars           | Aliya Mustafina (RUS)                                     | Sophie Scheder (GER)                                   | Andreea Iridon (ROU)                                 |
| Balance beam          | Lieke Wevers (NED)                                        | Andreea Iridon (ROU)                                   | Giulia Steingruber (SUI)                             |
| Floor                 | Giulia Steingruber (SUI)                                  | Aliya Mustafina (RUS)                                  | Lieke Wevers (NED)                                   |

### Thể dục nhịp điệu

#### Individual
| Event      | Vàng                    | Bạc                      | Đồng                     |
| ---------- | ----------------------- | ------------------------ | ------------------------ |
| All-around | Yana Kudryavtseva (RUS) | Margarita Mamun (RUS)    | Melitina Staniouta (BLR) |
| Hoop       | Margarita Mamun (RUS)   | Melitina Staniouta (BLR) | Neta Rivkin (ISR)        |
| Ball       | Yana Kudryavtseva (RUS) | Ganna Rizatdinova (UKR)  | Melitina Staniouta (BLR) |
| Clubs      | Yana Kudryavtseva (RUS) | Ganna Rizatdinova (UKR)  | Melitina Staniouta (BLR) |
| Ribbon     | Yana Kudryavtseva (RUS) | Marina Durunda (AZE)     | Salomé Pazhava (GEO)     |

#### Bảng
| Nội dung        | Vàng | Bạc | Đồng |
| --------------- | --- | --- | --- |
| All-around      | Nga · Diana Borisova · Daria Kleshcheva · Anastasiia Maksimova · Anastasiia Tatareva · Maria Tolkacheva · Sofya Skomorokh | Israel · Yuval Filo · Alona Koshevatskiy · Ekaterrina Levina · Karina Lykhvar · Ida Mayrin              | Belarus · Ksenya Cheldishkina · Maria Kadobina · Aliaksandra Narkevich · Valeriya Pischelina · Arina Tsitsilina · Hanna Dudzenkova |
| Ribbons         | Nga · Diana Borisova · Anastasiia Maksimova · Anastasiia Tatareva · Maria Tolkacheva · Sofya Skomorokh                    | Ukraina · Olena Dmytrash · Yevgeniya Gomon · Oleksandra Gridasova · Valeriia Gudym · Anastasiya Voznyak | Israel · Yuval Filo · Alona Koshevatskiy · Ekaterrina Levina · Karina Lykhvar · Ida Mayrin                                         |
| Clubs and hoops | Belarus · Ksenya Cheldishkina · Maria Kadobina · Valeriya Pischelina · Arina Tsitsilina · Hanna Dudzenkova                | Israel · Yuval Filo · Alona Koshevatskiy · Ekaterrina Levina · Karina Lykhvar · Ida Mayrin              | Ukraina · Olena Dmytrash · Yevgeniya Gomon · Oleksandra Gridasova · Valeriia Gudym · Anastasiya Voznyak                            |

### Trampoline
| Nội dung             | Vàng                                  | Bạc                                            | Đồng                                     |
| -------------------- | ------------------------------------- | ---------------------------------------------- | ---------------------------------------- |
| Men's individual     | Dmitry Ushakov (RUS)                  | Uladzislau Hancharou (BLR)                     | Ilya Grishunin (AZE)                     |
| Men's synchronized   | Nga · Dmitry Ushakov · Mikhail Melnik | Belarus · Uladzislau Hancharou · Mikalai Kazak | Đức · Martin Gromowski · Kyrylo Sonn     |
| Women's individual   | Yana Pavlova (RUS)                    | Katherine Driscoll (GBR)                       | Hanna Harchonak (BLR)                    |
| Women's synchronized | Nga · Yana Pavlova · Anna Kornetskaya | Pháp · Marine Jurbert · Joëlle Vallez          | Bồ Đào Nha · Beatriz Martins · Ana Rente |

## Judo

### Nội dung nam
| Nội dung                      | Vàng | Bạc | Đồng |
| ----------------------------- | --- | --- | --- |
| 60 kg                         | Beslan Mudranov · Nga                                                                                             | Orkhan Safarov · Azerbaijan | Ludovic Chammartin · Thụy Sĩ |
| 60 kg                         | Beslan Mudranov · Nga                                                                                             | Orkhan Safarov · Azerbaijan | Amiran Papinashvili · Gruzia |
| 66 kg                         | Kamal Khan-Magomedov · Nga                                                                                        | Loïc Korval · Pháp | Mikhail Pulyaev · Nga |
| 66 kg                         | Kamal Khan-Magomedov · Nga                                                                                        | Loïc Korval · Pháp | Sebastian Seidl · Đức |
| 73 kg                         | Sagi Muki · Israel                                                                                                | Nugzar Tatalashvili · Gruzia | Rok Drakšič · Slovenia |
| 73 kg                         | Sagi Muki · Israel                                                                                                | Nugzar Tatalashvili · Gruzia | Dirk van Tichelt · Bỉ |
| 81 kg                         | Avtandili Tchrikishvili · Gruzia                                                                                  | Ivan Nifontov · Nga | Alexander Wierczeczak · Đức |
| 81 kg                         | Avtandili Tchrikishvili · Gruzia                                                                                  | Ivan Nifontov · Nga | Loïc Pietri · Pháp |
| 90 kg                         | Kirill Denisov · Nga                                                                                              | Varlam Liparteliani · Gruzia | Ilias Iliadis · Hy Lạp |
| 90 kg                         | Kirill Denisov · Nga                                                                                              | Varlam Liparteliani · Gruzia | Guillaume Elmont · Hà Lan |
| 100 kg                        | Henk Grol · Hà Lan                                                                                                | Lukáš Krpálek · Cộng hòa Séc | Toma Nikiforov · Bỉ |
| 100 kg                        | Henk Grol · Hà Lan                                                                                                | Lukáš Krpálek · Cộng hòa Séc | Cyrille Maret · Pháp |
| +100 kg                       | Adam Okruashvili · Gruzia                                                                                         | Or Sasson · Israel | Renat Saidov · Nga |
| +100 kg                       | Adam Okruashvili · Gruzia                                                                                         | Or Sasson · Israel | Iakiv Khammo · Ukraina |
| Đồng đội                      | Pháp · Pierre Duprat · Alexandre Iddir · Loic Korval · David Larose · Cyrille Maret · Loic Pietri · Florent Urani | Gruzia · Beka Gviniashvili · Varlam Liparteliani · Ushangi Margiani · Levani Matiashvili · Adam Okruashvili · Amiran Papinashvili · Lasha Shavdatuashvili · Nugzar Tatalashvili · Avtandili Tchrikishvili | Nga · Kirill Denisov · Denis Iartcev · Kamal Khan-Magomedov · Alan Khubetsov · Ivan Nifontov · Mikhail Pulyaev · Renat Saidov · Kirill Voprosov         |
| Đồng đội                      | Pháp · Pierre Duprat · Alexandre Iddir · Loic Korval · David Larose · Cyrille Maret · Loic Pietri · Florent Urani | Gruzia · Beka Gviniashvili · Varlam Liparteliani · Ushangi Margiani · Levani Matiashvili · Adam Okruashvili · Amiran Papinashvili · Lasha Shavdatuashvili · Nugzar Tatalashvili · Avtandili Tchrikishvili | Ukraina · Serhiy Drebot · Vitalii Dudchyk · Oleksandr Gordiienko · Iakiv Khammo · Artem Khomula · Quedjau Nhabali · Vadym Synyavsky · Georgii Zantaraia |
| Khiếm thị nam hạng trên 90 kg | Ilham Zakiyev · Azerbaijan                                                                                        | Oleksandr Pominov · Ukraina | Aleksandr Parasiuk · Nga |
| Khiếm thị nam hạng trên 90 kg | Ilham Zakiyev · Azerbaijan                                                                                        | Oleksandr Pominov · Ukraina | Zakir Mislimov · Azerbaijan |

### Nội dung nữ
| Nội dung                | Vàng | Bạc | Đồng |
| ----------------------- | --- | --- | --- |
| 48 kg                   | Charline van Snick · Bỉ | Ebru Sahin · Thổ Nhĩ Kỳ | Éva Csernoviczki · Hungary |
| 48 kg                   | Charline van Snick · Bỉ | Ebru Sahin · Thổ Nhĩ Kỳ | Irina Dolgova · Nga |
| 52 kg                   | Andreea Chițu · România | Annabelle Euranie · Pháp | Mareen Kräh · Đức |
| 52 kg                   | Andreea Chițu · România | Annabelle Euranie · Pháp | Natalia Kuziutina · Nga |
| 57 kg                   | Telma Monteiro · Bồ Đào Nha | Hedvig Karakas · Hungary | Nora Gjakova Kosovo (KOS) |
| 57 kg                   | Telma Monteiro · Bồ Đào Nha | Hedvig Karakas · Hungary | Miryam Roper · Đức |
| 63 kg                   | Martyna Trajdos · Đức | Tina Trstenjak · Slovenia | Yarden Gerbi · Israel |
| 63 kg                   | Martyna Trajdos · Đức | Tina Trstenjak · Slovenia | Clarisse Agbegnenou · Pháp |
| 70 kg                   | Kim Polling · Hà Lan | Laura Vargas Koch · Đức | Bernadette Graf · Áo |
| 70 kg                   | Kim Polling · Hà Lan | Laura Vargas Koch · Đức | Szaundra Diedrich · Đức |
| 78 kg                   | Marhinde Verkerk · Hà Lan | Luise Malzahn · Đức | Anamari Velenšek · Slovenia |
| 78 kg                   | Marhinde Verkerk · Hà Lan | Luise Malzahn · Đức | Guusje Steenhuis · Hà Lan |
| +78 kg                  | Emilie Andeol · Pháp | Jasmin Külbs · Đức | Belkız Zehra Kaya · Thổ Nhĩ Kỳ |
| +78 kg                  | Emilie Andeol · Pháp | Jasmin Külbs · Đức | Svitlana Yaromka · Ukraina |
| Đồng đội                | Pháp · Clarisse Agbegnenou · Emilie Andeol · Laetitia Blot · Gevrise Emane · Annabelle Euranie · Marie Eve Gahie · Madeleine Malonga · Automne Pavia | Đức · Szaundra Diedrich · Franziska Konitz · Mareen Kraeh · Luise Malzahn · Miryam Roper · Martyna Trajdos · Laura Vargas Koch · Viola Waechter | Ý · Giulia Cantoni · Assunta Galeone · Odette Giuffrida · Edwige Gwend · Elisa Marchio · Valentina Moscatt · Giulia Quintavalle               |
| Đồng đội                | Pháp · Clarisse Agbegnenou · Emilie Andeol · Laetitia Blot · Gevrise Emane · Annabelle Euranie · Marie Eve Gahie · Madeleine Malonga · Automne Pavia | Đức · Szaundra Diedrich · Franziska Konitz · Mareen Kraeh · Luise Malzahn · Miryam Roper · Martyna Trajdos · Laura Vargas Koch · Viola Waechter | Slovenia · Klara Apotekar · Vlora Bedeti · Nina Milosevic · Petra Nareks · Anka Pogacnik · Tina Trstenjak · Anamari Velenšek · Kristina Vrsic |
| Khiếm thị nữ hạng 57 kg | Inna Cherniak · Ukraina | Sabina Abdullayeva · Azerbaijan | Nataliya Nikolaychyk · Ukraina |
| Khiếm thị nữ hạng 57 kg | Inna Cherniak · Ukraina | Sabina Abdullayeva · Azerbaijan | Romona Brussig · Đức |

## Karate

### Nam
| Nội dung | Vàng                               | Bạc                             | Đồng                               |
| -------- | ---------------------------------- | ------------------------------- | ---------------------------------- |
| Kata     | Damian Hugo Quintero · Tây Ban Nha | Mattia Busato · Ý               | Mehmet Yakan · Thổ Nhĩ Kỳ          |
| 60 kg    | Firdovsi Farzaliyev · Azerbaijan   | Luca Maresca · Ý                | Emil Pavlov · Bắc Macedonia        |
| 67 kg    | Burak Uygur · Thổ Nhĩ Kỳ           | Steven Da Costa · Pháp          | Niyazi Aliyev · Azerbaijan         |
| 75 kg    | Rafael Aghayev · Azerbaijan        | Luigi Busa · Ý                  | Erman Eltemur · Thổ Nhĩ Kỳ         |
| 84 kg    | Aykhan Mamayev · Azerbaijan        | Michail Georgos Tzanos · Hy Lạp | Ugur Aktas · Thổ Nhĩ Kỳ            |
| 84+ kg   | Enes Erkan · Thổ Nhĩ Kỳ            | Jonathan Horne · Đức            | Martin Nestorovski · Bắc Macedonia |

### Nữ
| Nội dung | Vàng                               | Bạc                          | Đồng                        |
| -------- | ---------------------------------- | ---------------------------- | --------------------------- |
| Kata     | Sandra Sanchez Jaime · Tây Ban Nha | Sandy Scordo · Pháp          | Dilara Bozan · Thổ Nhĩ Kỳ   |
| 50 kg    | Serap Özçelik · Thổ Nhĩ Kỳ         | Bettina Plank · Áo           | Alexandra Recchia · Pháp    |
| 55 kg    | Emily Thouy · Pháp                 | Jelena Kovačević · Croatia   | Ilaha Gasimova · Azerbaijan |
| 61 kg    | Lucie Ignace · Pháp                | Merve Coban · Thổ Nhĩ Kỳ     | Ana Lenard · Croatia        |
| 68 kg    | Irina Zaretska · Azerbaijan        | Alisa Theresa Buchinger · Áo | Marina Raković · Montenegro |
| 68+ kg   | Maša Martinović · Croatia          | Meltem Hocaoglu · Thổ Nhĩ Kỳ | Ivanna Zaytseva · Nga       |

## Sambo

### Nam
| Nội dụng | Vàng                     | Bạc                           | Đồng                            |
| -------- | ------------------------ | ----------------------------- | ------------------------------- |
| 57 kg    | Aymergen Atkunov · Nga   | Islam Gasumov · Azerbaijan    | Uladzislau Burdz · Belarus      |
| 57 kg    | Aymergen Atkunov · Nga   | Islam Gasumov · Azerbaijan    | Vakhtangi Chidrashvili · Gruzia |
| 74 kg    | Stsiapan Papou · Belarus | Amil Gasimov · Azerbaijan     | Kakha Mamulashvili · Gruzia     |
| 74 kg    | Stsiapan Papou · Belarus | Amil Gasimov · Azerbaijan     | Azamat Sidakov · Nga            |
| 90 kg    | Alsim Chernoskulov · Nga | Andrei Kazusionak · Belarus   | Davit Karbelashvili · Gruzia    |
| 90 kg    | Alsim Chernoskulov · Nga | Andrei Kazusionak · Belarus   | Radvila Matukas · Litva         |
| +100 kg  | Artem Osipenko · Nga     | Vasif Safarbayov · Azerbaijan | Yury Rybak · Belarus            |
| +100 kg  | Artem Osipenko · Nga     | Vasif Safarbayov · Azerbaijan | Razmik Tonoyan · Ukraina        |

### Nữ
| Nội dung | Vàng                      | Bạc                            | Đồng                            |
| -------- | ------------------------- | ------------------------------ | ------------------------------- |
| 52 kg    | Anna Kharitonova · Nga    | Nazakat Khalilova · Azerbaijan | Magdalena Varbanova · Bulgaria  |
| 52 kg    | Anna Kharitonova · Nga    | Nazakat Khalilova · Azerbaijan | Ruta Aksionova · Litva          |
| 60 kg    | Yana Kostenko · Nga       | Kalina Stefanova · Bulgaria    | Katsiaryna Prakapenka · Belarus |
| 60 kg    | Yana Kostenko · Nga       | Kalina Stefanova · Bulgaria    | Daniela Hondiu · România        |
| 64 kg    | Tatsiana Matsko · Belarus | Olena Sayko · Ukraina          | Anna Shcherbakova · Nga         |
| 64 kg    | Tatsiana Matsko · Belarus | Olena Sayko · Ukraina          | Sarah Loko · Pháp               |
| -68 kg   | Ivana Jandrić · Serbia    | Volha Namazava · Belarus       | Celine Conde · Pháp             |
| -68 kg   | Ivana Jandrić · Serbia    | Volha Namazava · Belarus       | Olga Zakhartsova · Nga          |

## Bắn súng

### Nam
| 10 metre air pistol            | Damir Mikec · Serbia       | João Costa · Bồ Đào Nha    | Juraj Tužinský · Slovakia   |  |  |  |
| 25 metre rapid fire pistol     | Christian Reitz · Đức      | Alexei Klimov · Nga        | Oliver Geis · Đức           |  |  |  |
| 50 metre pistol                | Damir Mikec · Serbia       | Pavol Kopp · Slovakia      | Yusuf Dikeç · Thổ Nhĩ Kỳ    |  |  |  |
|                                |                            |                            |                             |  |  |  |
| 10 metre air rifle             | Vitali Bubnovich · Belarus | Niccolò Campriani · Ý      | Sergey Richter · Israel     |  |  |  |
| 50 metre rifle prone           | Henri Junghänel · Đức      | Marco de Nicolo · Ý        | Sergei Martynov · Belarus   |  |  |  |
| 50 metre rifle three positions | Valerian Sauveplane · Pháp | Petar Gorsa · Croatia      | Vitali Bubnovich · Belarus  |  |  |  |
|                                |                            |                            |                             |  |  |  |
| Skeet                          | Valerio Luchini · Ý        | Stefan Nilsson · Thụy Điển | Marko Kemppainen · Phần Lan |  |  |  |
| Trap                           | Alexey Alipov · Nga        | Erik Varga · Slovakia      | Giovanni Pellielo · Ý       |  |  |  |
| Double trap                    | Vitaly Fokeev · Nga        | Richárd Bognár · Hungary   | Antonino Barillà · Ý        |  |  |  |

### Nữ
| 10 metre air pistol            | Zorana Arunović · Serbia        | Sonia Franquet · Tây Ban Nha | Viktoria Chaika · Belarus |  |  |  |
| 25 metre pistol                | Heidi Diethelm Gerber · Thụy Sĩ | Antoaneta Boneva · Bulgaria  | Monika Karsch · Đức       |  |  |  |
|                                |                                 |                              |                           |  |  |  |
| 10 metre air rifle             | Andrea Arsović · Serbia         | Sarah Hornung · Thụy Sĩ      | Barbara Engleder · Đức    |  |  |  |
| 50 metre rifle three positions | Petra Zublasing · Ý             | Laurence Brize · Pháp        | Olivia Hofmann · Áo       |  |  |  |
|                                |                                 |                              |                           |  |  |  |
| Skeet                          | Amber Hill · Anh Quốc           | Diana Bacosi · Ý             | Chiara Cainero · Ý        |  |  |  |
| Trap                           | Fátima Gálvez · Tây Ban Nha     | Arianna Perilli · San Marino | Elena Tkach · Nga         |  |  |  |

### Đôi nam nữ
| 10 metre air pistol | Đức (GER) · Christian Reitz · Monika Karsch      | Hy Lạp (GRE) · Konstantinos Malgarinos · Anna Korakaki | Nga (RUS) · Vladimir Gontcharov · Ekaterina Korshunova |  |  |  |
|                     |                                                  |                                                        |                                                        |  |  |  |
| 10 meter air rifle  | Ý (ITA) · Niccolo Campriani · Petra Zublasing    | Đan Mạch (DEN) · Steffen Olsen · Stine Nielsen         | Nga (RUS) · Sergey Kruglov · Daria Vdovina             |  |  |  |
|                     |                                                  |                                                        |                                                        |  |  |  |
| Skeet               | Ý (ITA) · Valerio Luchini · Diana Bacosi         | Síp (CYP) · Georgios Achilleos · Andri Eleftheriou     | Pháp (FRA) · Anthony Terras · Lucie Anastassiou        |  |  |  |
| Trap                | Slovakia (SVK) · Erik Varga · Zuzana Štefečeková | Nga (RUS) · Alexey Alipov · Elena Tkach                | San Marino (SMR) · Manuel Mancini · Alessandra Perilli |  |  |  |

## Bơi lội

### Nam
| Nội dung                 | Vàng                                                                            | Vàng        | Bạc                                                                        | Bạc      | Đồng                                                                                  | Đồng     |
| ------------------------ | ------------------------------------------------------------------------------- | ----------- | -------------------------------------------------------------------------- | -------- | ------------------------------------------------------------------------------------- | -------- |
| 50 m tự do               | Ziv Kalontorov · Israel                                                         | 22.16       | Giovanni Izzo · Ý                                                          | 22.51    | Aleksei Brianskii · Nga                                                               | 22.69    |
| 100 m tự do              | Duncan Scott · Anh Quốc                                                         | 49.43       | Alessandro Miressi · Ý                                                     | 50.03    | Vladislav Kozlov · Nga                                                                | 50.11    |
| 200 m tự do              | Duncan Scott · Anh Quốc                                                         | 1:48.55     | Cameron Kurle · Anh Quốc                                                   | 1:48.92  | Elisei Stepanov · Nga                                                                 | 1:49.64  |
| 400 m tự do              | Paul Hentschel · Đức                                                            | 3:52.43     | Dimitrios Dimitriou · Hy Lạp                                               | 3:52.57  | Ernest Maksumov · Nga                                                                 | 3:52.65  |
| 800 m tự do              | Nicolas D'Oriano · Pháp                                                         | 7:59.87     | Marcus Rodriguez Mesa · Tây Ban Nha                                        | 8:01.73  | Henning Muehlleitner · Đức                                                            | 8:04.33  |
| 1500 m tự do             | Nicolas D'Oriano · Pháp                                                         | 15:13.31    | Ernest Maksumov · Nga                                                      | 15:13.90 | Marc Hinawi · Israel                                                                  | 15:25.63 |
|                          |                                                                                 |             |                                                                            |          |                                                                                       |          |
| 50 m hỗn hợp             | Filipp Shopin · Nga                                                             | 25.40       | Marek Ulrich · Đức                                                         | 25.44    | Andrii Khlopsov · Ukraina                                                             | 25.71    |
| 100 m hỗn hợp            | Luke Greenbank · Anh Quốc                                                       | 54.76       | Filipp Shopin · Nga                                                        | 54.81    | Marek Ulrich · Đức                                                                    | 55.35    |
| 200 m hỗn hợp            | Luke Greenbank · Anh Quốc                                                       | 1:56.89 WJR | Mikita Tsymyh · Belarus                                                    | 1:59.46  | Roman Larin · Nga                                                                     | 1:59.60  |
|                          |                                                                                 |             |                                                                            |          |                                                                                       |          |
| 50 m bơi ếch             | Andrius Sidlaukas · Litva                                                       | 27.81       | Nikola Obravac · Croatia                                                   | 27.89    | Tobias Bjerg · Đan Mạch                                                               | 28.04    |
| 100 m bơi ếch            | Anton Chupkov · Nga                                                             | 1:00.65 WJR | Andrius Sidlaukas · Litva                                                  | 1:01.42  | Charlie Attwood · Anh Quốc                                                            | 1:01.71  |
| 200 m bơi ếch            | Anton Chupkov · Nga                                                             | 2:10.85     | Kirill Mordashev · Nga                                                     | 2:12.94  | Luke Davies · Anh Quốc                                                                | 2:13.45  |
|                          |                                                                                 |             |                                                                            |          |                                                                                       |          |
| 50 m bơi bướm            | Andrii Khloptsov · Ukraina                                                      | 23.92       | Pawel Sendyk · Ba Lan                                                      | 23.97    | Daniil Pakhomov · Nga                                                                 | 24.02    |
| 100 m bơi bướm           | Daniil Pakhomov · Nga                                                           | 52.72       | Alberto Lozano Mateos · Tây Ban Nha                                        | 52.78    | Daniil Antipov · Nga                                                                  | 53.36    |
| 200 m bơi bướm           | Daniil Pakhomov · Nga                                                           | 1:57.04     | Gianco Carini · Ý                                                          | 1:57.46  | Matthias Marsau · Pháp                                                                | 1:58.96  |
|                          |                                                                                 |             |                                                                            |          |                                                                                       |          |
| 200 m hỗn hợp cá nhân    | Steffan Sebastian · Áo                                                          | 2:01.39     | Jarvis Parkinson · Anh Quốc                                                | 2:01.94  | Martyn Walton · Anh Quốc                                                              | 2:02.24  |
| 400 m hỗn hợp cá nhân    | Nikolay Sokolov · Nga                                                           | 4:19.44     | Igor Balyberdin · Nga                                                      | 4:20.80  | Karol Zbutowicz · Ba Lan                                                              | 4:22.22  |
|                          |                                                                                 |             |                                                                            |          |                                                                                       |          |
| 4×100 m tiếp sức tự do   | Anh Quốc · Duncan Scott · Martyn Walton · Daniel Speers · Cameron Kurle         | 3:19.38     | Ý · Alessandro Miressi · Giovanni Izzo · Ivano Vendrame · Alessandro Bori  | 3:20.19  | Nga · Vladislav Kozlov · Aleksei Brianskii · Elisei Stepanov · Igor Shadrin           | 3:20.22  |
| 4×200 m tiếp sức tự do   | Nga · Aleksandr Prokofev · Nikolay Snegirev · Ernest Maksumov · Elisei Stepanov | 7:16.08     | Anh Quốc · Duncan Scott · Martyn Walton · Kyle Chisholm · Cameron Kurle    | 7:19.36  | Đức · Paul Hentschel · Henning Muehlleitner · Konstantin Walter · Moritz Brandt       | 7:20.77  |
| 4×100 m tiếp sức hỗn hợp | Nga · Filipp Shopin · Anton Chupkov · Daniil Pakhomov · Vladislav Kozlov        | 3:36.38 WJR | Anh Quốc · Luke Greenbank · Charlie Attwood · Duncan Scott · Martyn Walton | 3:39.01  | Ba Lan · Jakub Daniel Skierka · Jacek Janusz Arentewicz · Michal Chudy · Pawel Sendyk | 3:39.31  |

### Nữ
| Nội dung                 | Vàng                                                                                       | Vàng        | Bạc                                                                                      | Bạc      | Đồng                                                                                | Đồng       |
| ------------------------ | ------------------------------------------------------------------------------------------ | ----------- | ---------------------------------------------------------------------------------------- | -------- | ----------------------------------------------------------------------------------- | ---------- |
| 50 m tự do               | Mariia Kameneva · Nga                                                                      | 25.23       | Marrit Steenbergen · Hà Lan                                                              | 25.27    | Julie Jensen · Đan Mạch                                                             | 25.41      |
| 100 m tự do              | Marrit Steenbergen · Hà Lan                                                                | 53.97       | Arina Openysheva · Nga                                                                   | 54.45    | Mariia Kameneva · Nga                                                               | 55.19      |
| 200 m tự do              | Arina Openysheva · Nga                                                                     | 1:58.22     | Marrit Steenbergen · Hà Lan                                                              | 1:58.99  | Leonie Kollmann · Đức                                                               | 1:59.77    |
| 400 m tự do              | Arina Openysheva · Nga                                                                     | 4:08.91     | Leonie Kullmann · Đức                                                                    | 4:12.16  | Anastasiia Kirpichnikova · Nga                                                      | 4:13.13    |
| 800 m tự do              | Holly Hibbott · Anh Quốc                                                                   | 8:39.02     | Anastasiia Kirpichnikova · Nga                                                           | 8:39.73  | Marina Castro Atalaya · Tây Ban Nha                                                 | 8:45.51    |
| 1500 m tự do             | Sveva Schiazzano · Ý                                                                       | 16:40.17    | Janka Juhász · Hungary                                                                   | 16:40.39 | Marina Castro Atalaya · Tây Ban Nha                                                 | 16:46.16   |
|                          |                                                                                            |             |                                                                                          |          |                                                                                     |            |
| 50 m hỗn hợp             | Caroline Pilhatsch · Áo                                                                    | 28.60       | Pauline Mahieu · Pháp                                                                    | 28.70    | Mariia Kameneva · Nga                                                               | 28.77      |
| 100 m hỗn hợp            | Polina Egorova · Nga                                                                       | 1:01.19     | Mariia Kameneva · Nga                                                                    | 1:01.23  | Pauline Mahieu · Pháp                                                               | 1:01.34    |
| 200 m hỗn hợp            | Polina Egorova · Nga                                                                       | 2:11.23     | Maxime Wolters · Đức                                                                     | 2:11.38  | Maryna Kolesynkova · Ukraina                                                        | 2:11.91    |
|                          |                                                                                            |             |                                                                                          |          |                                                                                     |            |
| 50 m bơi ếch             | Maria Astashkina · Nga                                                                     | 31.58       | Laura Kelsch · Đức                                                                       | 31.87    | Nolwenn Herve · Pháp                                                                | 32.08      |
| 100 m bơi ếch            | Maria Astashkina · Nga                                                                     | 1:07.71     | Giuila Verona · Ý                                                                        | 1:08.61  | Daria Chikunova · Nga                                                               | 1:09.02    |
| 200 m bơi ếch            | Maria Astashkina · Nga                                                                     | 2:23.06 WJR | Giuila Verona · Ý                                                                        | 2:25.91  | Layla Black · Anh Quốc                                                              | 2:27.61    |
|                          |                                                                                            |             |                                                                                          |          |                                                                                     |            |
| 50 m bơi bướm            | Polina Egorova · Nga                                                                       | 26.82       | Caroline Pilhatsch · Áo                                                                  | 27.18    | Julie Jensen · Đan Mạch                                                             | 27.19      |
| 100 m bơi bướm           | Polina Egorova · Nga                                                                       | 59.36       | Amelia Clynes · Anh Quốc                                                                 | 1:00.22  | Ilketra Varvara Lebl · Hy Lạp · Laura Stephens (GBR)                                | 1:00.54    |
| 200 m bơi bướm           | Julia Mrozinski · Đức                                                                      | 2:11.19     | Elisa Scrapa Vidal · Ý                                                                   | 2:12.27  | Boglarka Bonecz · Hungary                                                           | 2:12.42    |
|                          |                                                                                            |             |                                                                                          |          |                                                                                     |            |
| 200 m hỗn hợp cá nhân    | Maxime Wolters · Đức                                                                       | 2:13.37     | Ilaria Cusinato · Ý                                                                      | 2:13.78  | Abbie Wood · Anh Quốc                                                               | 2:14.49    |
| 400 m hỗn hợp cá nhân    | Abbie Wood · Anh Quốc                                                                      | 4:41.97     | Ilaria Cusinato · Ý                                                                      | 4:44.01  | Anja Crevar · Serbia                                                                | 4:45.84 NR |
|                          |                                                                                            |             |                                                                                          |          |                                                                                     |            |
| 4×100 m tiếp sức tự do   | Nga · Arina Openysheva · Vasilissa Buinaia · Olesia Cherniatina · Mariia Kameneva          | 3:43.63     | Hà Lan · Pien Schravesande · Frederique Janssen · Laura van Engelen · Marrit Steenbergen | 3:44.10  | Anh Quốc · Darcy Deakin · Madeleine Crompton · Hannah Featherstone · Georgia Coates | 3:45.80    |
| 4×200 m tiếp sức tự do   | Nga · Anastasiia Kirpichnikova · Arina Openysheva · Olesia Cherniatina · Irina Krivonogova | 8:03.45     | Hà Lan · Laura van Engelen · Frederique Janssen · Marieke Tienstra · Marrit Steenbergen  | 8:04.65  | Anh Quốc · Hannah Featherstone · Darcy Deakin · Holly Hibbott · Georgia Coates      | 8:04.84    |
| 4×100 m tiếp sức hỗn hợp | Nga · Mariia Kameneva · Maria Astashkina · Polina Egorova · Arina Openysheva               | 4:03.22 WJR | Hà Lan · Iris Jonk · Tes Schouten · Josein Wijhuis · Marrit Steenbergen                  | 4:07.99  | Anh Quốc · Rebecca Sherwin · Layla Black · Amelia Clynes · Georgia Coates           | 4:09.10    |

### Đồng đội
| Nội dung                 | Vàng                                                                          | Vàng    | Bạc                                                                         | Bạc     | Đồng                                                                           | Đồng    |
| ------------------------ | ----------------------------------------------------------------------------- | ------- | --------------------------------------------------------------------------- | ------- | ------------------------------------------------------------------------------ | ------- |
| 4×100 m tiếp sức tự do   | Nga · Vladislav Kozlov · Elisei Stepanov · Mariia Kameneva · Arina Openysheva | 3:30.30 | Anh Quốc · Duncan Scott · Martyn Walton · Darcy Deakin · Georgia Coates     | 3:32.65 | Đức · Alexander Lohmar · Leonie Kullmann · Katrin Gottwald · Konstantin Walter | 3:33.74 |
| 4×100 m tiếp sức hỗn hợp | Nga · Mariia Kameneva · Anton Chupkov · Daniil Pakhomov · Arina Openysheva    | 3:49.53 | Anh Quốc · Luke Greenbank · Charlie Attwood · Amelia Cyles · Georgia Coates | 3:52.03 | Đức · Maxine Wolters · Leo Schmidt · Johannes Tesch · Katrin Gottwald          | 3:54.27 |

## Bơi nghệ thuật
| Nội dung | Vàng | Bạc | Đồng |
| -------- | --- | --- | --- |
| Tự do    | Nga (RUS) · Anisiya Neborako | Tây Ban Nha (ESP) · Berta Ferreras Sanz | Áo (AUT) · Anna-Maria Alexandri |
| Duet     | Nga (RUS) · Valeriya Filenkova · Daria Kulagina | Áo (AUT) · Anna-Maria Alexandri · Eirini-Marina Alexandri | Ukraina (UKR) · Yana Nariezhna · Yelyzaveta Yakhno |
| Đồng đội | Nga (RUS) · Valeria Filenkova · Mayya Gurbanberdieva · Veronika Kalinina · Daria Kulagina · Anna Larkina · Anisiya Neborako · Mariia Nemchinova · Maria Salmina · Anastasia Arkhipovskaia · Elizaveta Ovchinnikova | Tây Ban Nha (ESP)Julia Echeberria Esquivel · Berta Ferreras Sanz · Helena Jauma Lluch · Carmen Juarez Campos · Emilia Luboslavova Boneva · Raquel Estefania · Itziar Sanchez · Irene Toledano Carmelo · Sara Saldana Lopez · Lidia Vigara Rodrigo    | Ukraina (UKR) · Valeriia Aprieleva · Valeriya Berezhna · Veronika Gryshko · Yana Nariezhna · Alina Shynkarenko · Kateryna Tkachova · Yelyzaveta Yakhno · Anna Yesipova |
| Kết hợp  | Nga (RUS) · Valeria Filenkova · Mayya Gurbanberdieva · Veronika Kalinina · Daria Kulagina · Anna Larkina · Anisiya Neborako · Mariia Nemchinova · Maria Salmina · Anastasia Arkhipovskaia · Elizaveta Ovchinnikova | Tây Ban Nha (ESP) · Julia Echeberria Esquivel · Berta Ferreras Sanz · Helena Jauma Lluch · Carmen Juarez Campos · Emilia Luboslavova Boneva · Raquel Estefania · Itziar Sanchez · Irene Toledano Carmelo · Sara Saldana Lopez · Lidia Vigara Rodrigo | Ukraina (UKR) · Valeriia Aprieleva · Valeriya Berezhna · Veronika Gryshko · Yana Nariezhna · Alina Shynkarenko · Kateryna Tkachova · Yelyzaveta Yakhno · Anna Yesipova |

## Bóng bàn
| Nội dung     | Vàng                                                        | Bạc                                                      | Đồng                                                               |
| ------------ | ----------------------------------------------------------- | -------------------------------------------------------- | ------------------------------------------------------------------ |
| Đơn nam      | Dimitrij Ovtcharov (GER)                                    | Vladimir Samsonov (BLR)                                  | Lei Kou (UKR)                                                      |
| Đồng đội nam | Bồ Đào Nha · João Geraldo · Tiago Apolonia · Marcos Freitas | Pháp · Adrien Mattenet · Simon Gauzy · Emmanuel Lebesson | Áo · Robert Gardos · Stefan Fegerl · Daniel Habesohn               |
| Đơn nữ       | Lý Tiêu (NED)                                               | Lý Khiết (NED)                                           | Melek Hu (TUR)                                                     |
| Đồng đội nữ  | Đức · Hàn Anh · Petrissa Solja · Sơn Tiểu Na                | Hà Lan · Lý Khiết · Lý Tiêu · Britt Eerland              | Cộng hòa Séc · Hana Matelová · Renata Štrbiková · Iveta Vacenovská |

## Taekwondo

### Nam
| Nội dung | Vàng                          | Bạc                         | Đồng                        |
| -------- | ----------------------------- | --------------------------- | --------------------------- |
| 58 kg    | Rui Bragança · Bồ Đào Nha     | Jesús Tortosa · Tây Ban Nha | Si Mohamed Ketbi · Bỉ       |
| 58 kg    | Rui Bragança · Bồ Đào Nha     | Jesús Tortosa · Tây Ban Nha | Levent Tuncat · Đức         |
| 68 kg    | Aykhan Taghizade · Azerbaijan | Karol Robak · Ba Lan        | Joel González · Tây Ban Nha |
| 68 kg    | Aykhan Taghizade · Azerbaijan | Karol Robak · Ba Lan        | Aleksey Denisenko · Nga     |
| 80 kg    | Milad Beigi · Azerbaijan      | Albert Gaun · Nga           | Lutalo Muhammad · Anh Quốc  |
| 80 kg    | Milad Beigi · Azerbaijan      | Albert Gaun · Nga           | Júlio Ferreira · Bồ Đào Nha |
| +80 kg   | Radik Isayev (AZE)            | Vladislav Larin (RUS)       | Vedran Golec (CRO)          |
| +80 kg   | Radik Isayev (AZE)            | Vladislav Larin (RUS)       | Daniel Ros Gomez (ESP)      |

### Nữ
| Nội dung | Vàng                         | Bạc                         | Đồng                           |
| -------- | ---------------------------- | --------------------------- | ------------------------------ |
| 49 kg    | Charlie Maddock · Anh Quốc   | Tijana Bogdanović · Serbia  | Patimat Abakarova · Azerbaijan |
| 49 kg    | Charlie Maddock · Anh Quốc   | Tijana Bogdanović · Serbia  | Lucija Zaninović · Croatia     |
| 57 kg    | Jade Jones · Anh Quốc        | Ana Zaninović · Croatia     | Nikita Glasnović · Thụy Điển   |
| 57 kg    | Jade Jones · Anh Quốc        | Ana Zaninović · Croatia     | Eva Calvo · Tây Ban Nha        |
| 67 kg    | Anastasia Baryshnikova · Nga | Farida Azizova · Azerbaijan | Elin Johansson · Thụy Điển     |
| 67 kg    | Anastasia Baryshnikova · Nga | Farida Azizova · Azerbaijan | Nur Tatar · Thổ Nhĩ Kỳ         |
| +67 kg   | Gwladys Epangue (FRA)        | Milica Mandić (SRB)         | Iva Radoš (CRO)                |
| +67 kg   | Gwladys Epangue (FRA)        | Milica Mandić (SRB)         | Olga Ivanova (RUS)             |

## 3 môn phối hợp
| Nội dung | Vàng                | Bạc                 | Đồng                    |
| -------- | ------------------- | ------------------- | ----------------------- |
| Nam      | Gordon Benson (GBR) | Joao Silva (POR)    | Rostyslav Pevtsov (AZE) |
| Nữ       | Nicola Spirig (SUI) | Rachel Klamer (NED) | Lisa Nordén (SWE)       |

## Bóng chuyền
| Nội dung      | Vàng | Bạc | Đồng |
| ------------- | --- | --- | --- |
| Trong nhà nam | Đức · Christian Fromm · Sebastian Kühner · Denys Kaliberda · Marcus Böhme · Jochen Schöps (chủ công) · Lukas Kampa · Ferdinand Tille · Tom Strohbach · Tim Broshog · Jan Zimmermann · Michael Andrei · Björn Höhne · Matthias Pompe · Falko Steinke                 | Bulgaria · Georgi Bratoev · Rozalin Penchev · Martin Bozhilov · Svetoslav Gotsev · Velizar Chernokozhev · Branimir Grozdanov · Dobromir Dimitrov · Valentin Bratoev · Jani Jeliazkov · Todor Aleksiev (chủ công) · Nikolay Nikolov · Borislav Apostolov · Ventsislav Ragin · Petar Karakashev | Nga · Ilia Vlasov · Dmitry Kovalev (chủ công) · Ivan Demakov · Igor Kobzar · Alexander Markin · Igor Filippov · Alexey Kabeshov · Alexander Kimerov · Dmitrii Volkov · Victor Poletaev · Maksim Zhigalov · Egor Kliuka · Sergey Nikitin · Roman Bragin  |
| Trong nhà nữ  | Thổ Nhĩ Kỳ · Çağla Akın · Kübra Akman · Seda Aslanyürek · Naz Aydemir · Dicle Nur Babat · Büşra Cansu · Merve Dalbeler · Meliha İsmailoğlu · Aslı Kalaç · Gizem Güreşen Karadayı · Güldeniz Önal Paşalıoğlu (C) · Neriman Özsoy · Polen Uslupehlivan · Gözde Yılmaz | Ba Lan · Anna Werblińska · Maja Tokarska · Izabela Bełcik (C) · Agnieszka Kąkolewska · Agnieszka Bednarek-Kasza · Anna Miros · Katarzyna Zaroślińska · Agata Sawicka · Daria Paszek · Sylwia Pycia · Agata Durajczyk · Joanna Wołosz · Natalia Kurnikowska · Katarzyna Skowrońska-Dolata ·    | Serbia · Maja Savić · Marta Drpa · Bojana Živković · Mina Popović · Tijana Malešević · Brižitka Molnar · Brankica Mihajlović · Jelena Nikolić (C) · Ana Bjelica · Jovana Stevanović · Milena Rašić · Silvija Popović · Slađana Mirković · Bianka Buša · |
| Bãi biển nam  | Latvia · Martins Plavins · Haralds Regza | Nga · Yaroslav Koshkarev · Dmitry Barsouk | Cộng hòa Séc · Premysl Kubala · Jan Hadrava |
| Bãi biển nữ   | Thụy Sĩ · Nicole Eiholzer · Nina Betschart | Áo · Lena Maria Plesiutschnig · Katharina Schutzenhofer | Litva · Ieva Dumbauskaite · Monika Povilaityte |

## Bóng nước
| Event   | Vàng   | Bạc         | Đồng   |
| ------- | ------ | ----------- | ------ |
| Men's   | Serbia | Tây Ban Nha | Hy Lạp |
| Women's | Nga    | Tây Ban Nha | Hy Lạp |

## Đấu vật

### Tự do nam
| Nội dung | Vàng                             | Bạc                            | Đồng                              |
| -------- | -------------------------------- | ------------------------------ | --------------------------------- |
| 57 kg    | Viktor Lebedev · Nga             | Marcel Ewald · Đức             | Alexandru Chirtoaca · Moldova     |
| 57 kg    | Viktor Lebedev · Nga             | Marcel Ewald · Đức             | Sezar Akgül · Thổ Nhĩ Kỳ          |
| 61 kg    | Aleksandr Bogomoev · Nga         | Beka Lomtadze · Gruzia         | Haji Aliyev · Azerbaijan          |
| 61 kg    | Aleksandr Bogomoev · Nga         | Beka Lomtadze · Gruzia         | Vasyl Shuptar · Ukraina           |
| 65 kg    | Toghrul Asgarov · Azerbaijan     | Frank Chamizo · Ý              | Mustafa Kaya · Thổ Nhĩ Kỳ         |
| 65 kg    | Toghrul Asgarov · Azerbaijan     | Frank Chamizo · Ý              | Ilyas Bekbulatov · Nga            |
| 70 kg    | Magomedrasul Gazimagomedov · Nga | Magomedmurad Gadzhiev · Ba Lan | Yakup Gör · Thổ Nhĩ Kỳ            |
| 70 kg    | Magomedrasul Gazimagomedov · Nga | Magomedmurad Gadzhiev · Ba Lan | Ruslan Dibirgadjiyev · Azerbaijan |
| 74 kg    | Aniuar Geduev · Nga              | Soner Demirtaş · Thổ Nhĩ Kỳ    | Jabrayil Hasanov · Azerbaijan     |
| 74 kg    | Aniuar Geduev · Nga              | Soner Demirtaş · Thổ Nhĩ Kỳ    | Jumber Kvelashvili · Gruzia       |
| 86 kg    | Abdulrashid Sadulaev · Nga       | Piotr Ianulov · Moldova        | Radosław Marcinkiewicz · Ba Lan   |
| 86 kg    | Abdulrashid Sadulaev · Nga       | Piotr Ianulov · Moldova        | Sandro Aminashvili · Gruzia       |
| 97 kg    | Khetag Gazyumov · Azerbaijan     | Elizbar Odikadze · Gruzia      | Valeriy Andriytsev · Ukraina      |
| 97 kg    | Khetag Gazyumov · Azerbaijan     | Elizbar Odikadze · Gruzia      | Abdusalam Gadisov · Nga           |
| 125 kg   | Taha Akgül · Thổ Nhĩ Kỳ          | Aleksei Shemarov · Belarus     | Geno Petriashvili · Gruzia        |
| 125 kg   | Taha Akgül · Thổ Nhĩ Kỳ          | Aleksei Shemarov · Belarus     | Jamaladdin Magomedov · Azerbaijan |

### Greco-Roman nam
| Nội dung | Vàng                          | Bạc                         | Đồng                          |
| -------- | ----------------------------- | --------------------------- | ----------------------------- |
| 59 kg    | Stepan Maryanyan · Nga        | Soslan Daurov · Belarus     | Elman Mukhtarov · Azerbaijan  |
| 59 kg    | Stepan Maryanyan · Nga        | Soslan Daurov · Belarus     | Tarik Belmadani · Pháp        |
| 66 kg    | Artem Surkov · Nga            | Migran Arutyunyan · Armenia | Hasan Aliyev · Azerbaijan     |
| 66 kg    | Artem Surkov · Nga            | Migran Arutyunyan · Armenia | Istvan Levai · Slovakia       |
| 71 kg    | Rasul Chunayev · Azerbaijan   | Balint Korpasi · Hungary    | Dominik Etlinger · Croatia    |
| 71 kg    | Rasul Chunayev · Azerbaijan   | Balint Korpasi · Hungary    | Frank Stäbler · Đức           |
| 75 kg    | Elvin Mursaliyev · Azerbaijan | Viktor Nemeš · Serbia       | Chingiz Labazanov · Nga       |
| 75 kg    | Elvin Mursaliyev · Azerbaijan | Viktor Nemeš · Serbia       | Dmytro Pyshkov · Ukraina      |
| 80 kg    | Evgeny Saleev · Nga           | Rafig Huseynov · Azerbaijan | Daniel Aleksandrov · Bulgaria |
| 80 kg    | Evgeny Saleev · Nga           | Rafig Huseynov · Azerbaijan | Viktar Sasunouski · Belarus   |
| 85 kg    | Davit Chakvetadze · Nga       | Zhan Beleniuk · Ukraina     | Metehan Basar · Thổ Nhĩ Kỳ    |
| 85 kg    | Davit Chakvetadze · Nga       | Zhan Beleniuk · Ukraina     | Ramsin Azizsir · Đức          |
| 98 kg    | Islam Magomedov · Nga         | Dmytro Timchenko · Ukraina  | Melonin Noumonvi · Pháp       |
| 98 kg    | Islam Magomedov · Nga         | Dmytro Timchenko · Ukraina  | Cenk İldem · Thổ Nhĩ Kỳ       |
| 130 kg   | Rıza Kayaalp · Thổ Nhĩ Kỳ     | Sabah Shariati · Azerbaijan | Heiki Nabi · Estonia          |
| 130 kg   | Rıza Kayaalp · Thổ Nhĩ Kỳ     | Sabah Shariati · Azerbaijan | Ioseb Chugoshvili · Belarus   |

### Tự do nữ
| Nội dung | Vàng                         | Bạc                          | Đồng                              |
| -------- | ---------------------------- | ---------------------------- | --------------------------------- |
| 48 kg    | Mariya Stadnyk · Azerbaijan  | Elitsa Yankova · Bulgaria    | Iwona Matkowska · Ba Lan          |
| 48 kg    | Mariya Stadnyk · Azerbaijan  | Elitsa Yankova · Bulgaria    | Valentina Islamova · Nga          |
| 53 kg    | Anzhela Dorogan · Azerbaijan | Roksana Zasina · Ba Lan      | Merve Kenger · Thổ Nhĩ Kỳ         |
| 53 kg    | Anzhela Dorogan · Azerbaijan | Roksana Zasina · Ba Lan      | Nadzeya Shushko · Belarus         |
| 55 kg    | Sofia Mattsson · Thụy Điển   | Katarzyna Krawczyk · Ba Lan  | Evelina Nikolova · Bulgaria       |
| 55 kg    | Sofia Mattsson · Thụy Điển   | Katarzyna Krawczyk · Ba Lan  | Nataliya Synyshyn · Azerbaijan    |
| 58 kg    | Emese Barka · Hungary        | Tetyana Lavrenchuk · Ukraina | Elif Jale Yesilirmak · Thổ Nhĩ Kỳ |
| 58 kg    | Emese Barka · Hungary        | Tetyana Lavrenchuk · Ukraina | Grace Bullen · Na Uy              |
| 60 kg    | Marianna Sastin · Hungary    | Svetlana Lipatova · Nga      | Veranika Ivanova · Belarus        |
| 60 kg    | Marianna Sastin · Hungary    | Svetlana Lipatova · Nga      | Taybe Yusein · Bulgaria           |
| 63 kg    | Valeriia Lazinskaia · Nga    | Yuliya Tkach · Ukraina       | Anastasija Grigorjeva · Latvia    |
| 63 kg    | Valeriia Lazinskaia · Nga    | Yuliya Tkach · Ukraina       | Maryia Mamashuk · Belarus         |
| 69 kg    | Alina Stadnik · Ukraina      | Ilana Kratysh · Israel       | Natalia Vorobieva · Nga           |
| 69 kg    | Alina Stadnik · Ukraina      | Ilana Kratysh · Israel       | Aline Focken · Đức                |
| 75 kg    | Vasilisa Marzaliuk · Belarus | Ekaterina Bukina · Nga       | Maider Unda · Tây Ban Nha         |
| 75 kg    | Vasilisa Marzaliuk · Belarus | Ekaterina Bukina · Nga       | Svetlana Saenko · Moldova         |